# Ablanque
Sacedón là một đô thị trong tỉnh Guadalajara, Castile-La Mancha, Tây Ban Nha. Dân số năm 2007 là 157 người.